# Jules Favre (rugbista)
Jules Favre (Francia, 22 de marzo de 1999) es un jugador profesional francés de rugby que se desempeña en la posición de centro interior en Stade Rochelais, equipo perteneciente a la liga Top 14.

## Carrera
Favre es un jugador de formación francesa (JIFF). En 2017 comenzó su carrera deportiva con el equipo Stade Rochelais, donde lleva jugando siete temporadas.